# Sundacypha petiolata
Sundacypha petiolata – gatunek ważki z rodziny Chlorocyphidae. Występuje w Azji Południowo-Wschodniej; stwierdzony na Półwyspie Malajskim, Sumatrze i Borneo. Opisał go Edmond de Sélys Longchamps w 1859 roku.